# Here Comes Happiness
Pour plus de détails, voir Fiche technique et Distribution.
Here Comes Happiness est un film américain sorti en 1941.

## Fiche technique
- Titre : Here Comes Happiness
- Titre original : Here Comes Happiness
- Réalisation : Noel M. Smith
- Scénario : Charles L. Tedford
- Production : William Jacobs
- Société de production et de distribution : Warner Bros.
- Musique : Howard Jackson
- Photographie : James Van Trees
- Direction artistique :
- Décorateur de plateau :
- Costumes :
- Montage :
- Pays d'origine : États-Unis
- Format : Noir et blanc - Son : Mono (RCA Sound System)
- Genre : Comédie dramatique
- Durée : 57 minutes
- Dates de sortie :
  - États-Unis : 15 mars 1941

## Distribution
- Mildred Coles  Jessica Vance
- Edward Norris  Chet Madden
- Richard Ainley  Jelliffe Blaine
- Russell Hicks  John Vance
- Marjorie Gateson  Emily Vance
- John Ridgely  Jim
- Eddie Acuff  Bill
- Lucia Carroll  Peg
- Helen Lynd  Flo
- Marie Blake  Clara
- Edward Gargan Joe
- Vera Lewis Madame James
- Joseph Crehan  Tom Burke
- Ann Edmonds  Miss Barnes
- William Hopper